# MOMENTS (早見優のアルバム)
『MOMENTS』（モーメンツ）は、1988年12月4日に発売された早見優の13枚目のオリジナルアルバム。発売元はトーラスレコード。規格品番は、LP: 28TR-2197 / CT: 28TT-1197 / CD: 32TX-1097。

## 概要
先行シングル「Yesterday Dreamer」ほか全11曲を収録。レコーディングはロサンゼルスで行われた。収録曲「COOL DOWN」「BEYOND THE WORDS」の2曲は、シングル「BEAT LOVER」「夕映えの中で」のカップリング曲としてそれぞれシングルカットされた。
早見は本作について「このアルバムは、本当にどれも好きで、それは『LANAI』以来かもしれない。」と語っており、本人もお気に入りの1枚である。
このアルバムの発表以降、2016年8月のミニアルバム『Delicacy of Love』が発売されるまで、28年もの間オリジナルアルバムのリリースが途絶えることとなる。
2012年4月に本アルバムを含むオリジナル・アルバムを全て収めたCD-BOX『Thank YU〜30th Anniversary Special Box〜』が発売された際には、アルバム未収録のシングル曲などボーナス・トラックが7曲追加され、『MOMENTS+7』としてDisc-13に収録された。

## 評価
CDジャーナルのレビュアーは、本作を「久々にやる気を感じさせてくれた充実のよく考え練られたアルバムの登場ですね。完璧にアーティスト宣言というべきものでしょうね。音のガッチリとした太さも魅力だが、優ちゃん声のちょっとキンキンしたところがよく光っているのがとてもいいと思う。」と評価している。

## 収録曲

### LP・CT

#### Side A
1. COOL DOWN　Heat Of The Beat
作詞・作曲: Adrian Gurvitz, Paul Gurvitz / 編曲: 奈良部匠平
2. 毎日がHONEY MOON　Never Gonna Break Us Up
作詞: 石川あゆ子 / 作曲: Johnny Goodison, Jodi Goodison / 編曲: 奈良部匠平
3. ONE NIGHT IN NEW YORK
作詞: 吉元由美 / 作曲: 濱田金吾 / 編曲: KAZZ TOYAMA
4. Bad Boy
作詞: 吉元由美 / 作曲: 羽田一郎 / 編曲: 和泉一弥
5. 鞄を持った女
作詞: 石川あゆ子 / 作曲: 葛口雅行 / 編曲: 和泉一弥
6. COOL CONVERSATION
作詞: 石川あゆ子 / 作曲: 田中一郎 / 編曲: KAZZ TOYAMA

#### Side B
1. THE BROKEN-HEARTED
作詞・作曲: Billy Livsey, Gary Bell / 編曲: KAZZ TOYAMA
2. Yesterday Dreamer
作詞：Erica Bruhn, D. Votion / 作曲：Christian Bruhn / 日本語詞：三浦徳子 / 編曲: 奈良部匠平
3. MIDNIGHT BEIGE
作詞: 石川あゆ子 / 作曲: 多々納好夫 / 編曲: 和泉一弥
  - コーセー'88秋のキャンペーンソング
4. VAMONOS ALA BAILAR
作詞: 吉元由美・佐野健二 / 作曲: 井上大輔 / 編曲: KAZZ TOYAMA
5. BEYOND THE WORDS
作詞: 吉元由美 / 作曲: 岸正之 / 編曲: 奈良部匠平

### CD
1. COOL DOWN　Heat Of The Beat
2. 毎日がHONEY MOON　Never Gonna Break Us Up
3. ONE NIGHT IN NEW YORK
4. Bad Boy
5. 鞄を持った女
6. COOL CONVERSATION
7. THE BROKEN-HEARTED
8. Yesterday Dreamer
9. MIDNIGHT BEIGE
10. VAMONOS ALA BAILAR
11. BEYOND THE WORDS

### MOMENTS+7
1. COOL DOWN　Heat Of The Beat
2. 毎日がHONEY MOON　Never Gonna Break Us Up
3. ONE NIGHT IN NEW YORK
4. Bad Boy
5. 鞄を持った女
6. COOL CONVERSATION
7. THE BROKEN-HEARTED
8. Yesterday Dreamer
9. MIDNIGHT BEIGE
10. VAMONOS ALA BAILAR
11. BEYOND THE WORDS
[Bonus Track]
12. Heartbreak Call
作詞：吉元由美 / 作曲：羽田一郎 / 編曲：KAZZ TOYAMA
  - 「Yesterday Dreamer」のB面曲。
13. BEAT LOVER
作詞：森浩美 / 作曲：葛口雅行 / 編曲：杉山卓夫
  - 25枚目のシングルA面曲。
14. 夕映えの中で
作詞：酒井和恵 / 作曲：青木美恵子 / 編曲：萩田光男
  - 26枚目のシングルA面曲。
15. ヘップバーンによろしく
作詞: 松井五郎 / 作曲: 上田知華 / 編曲: 岡本洋
  - 27枚目のシングルA面曲。
16. LAST DANCE (「ヘップバーンによろしく」英語ヴァージョン)
作詞: 早見優 / 作曲: 上田知華 / 編曲: 岡本洋
  - 「ヘップバーンによろしく」のカップリング曲。
17. ONE FINE DAY
作詞・作曲: Carole King, Gerry Goffin / 編曲: 岡本洋
  - 「ヘップバーンによろしく」のカップリング曲。
18. マーメイド メモリー
作詞: 早見優 / 作曲: 松尾清憲 / 編曲: JEFF LORBER
  - NHKアニメ『ふしぎの海のナディア』挿入歌。